# Табка (аэродром)
Военный аэродром Табка — аэродром сирийских ВВС примерно в пяти километрах к югу от города Эт-Табка (или Эс-Саура).
В 2014 году, во время Сирийской гражданской войны, базу несколько раз пытались захватить части Исламского государства. 23 августа 2014, согласно сообщениям сирийских официальных лиц,командир аэродрома назвал его безопасным. Несмотря на это 25 августа 2014  аэродром был занят боевиками ИГ, было сказано о нескольких сотнях погибших в бою. Во время наступления на Эр-Ракку в 2016—2017 годах аэродром перешёл под контроль Демократических сил Сирии.